# Браткув-Дольни
Браткув-Дольни (пол. Bratków Dolny) — село в Польщі, у гміні Задзім Поддембицького повіту Лодзинського воєводства.
Населення — 187 осіб (2011).
У 1975-1998 роках село належало до Серадзького воєводства.

## Демографія
Демографічна структура станом на 31 березня 2011 року:
|          | Загалом | Допрацездатний вік | Працездатний вік | Постпрацездатний вік |
| -------- | ------- | ------------------ | ---------------- | -------------------- |
| Чоловіки | 93      | 23                 | 60               | 10                   |
| Жінки    | 94      | 25                 | 49               | 20                   |
| Разом    | 187     | 48                 | 109              | 30                   |